# Simulium lididae
Simulium lididae är en tvåvingeart som beskrevs av Semushin och Usova 1983. Simulium lididae ingår i släktet Simulium och familjen knott.
Artens utbredningsområde är Ukraina. Inga underarter finns listade i Catalogue of Life.